# Shekel

Simbolul Șekelului Nou

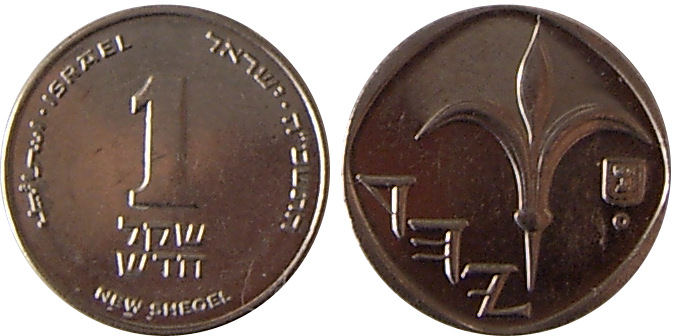
Un șekel

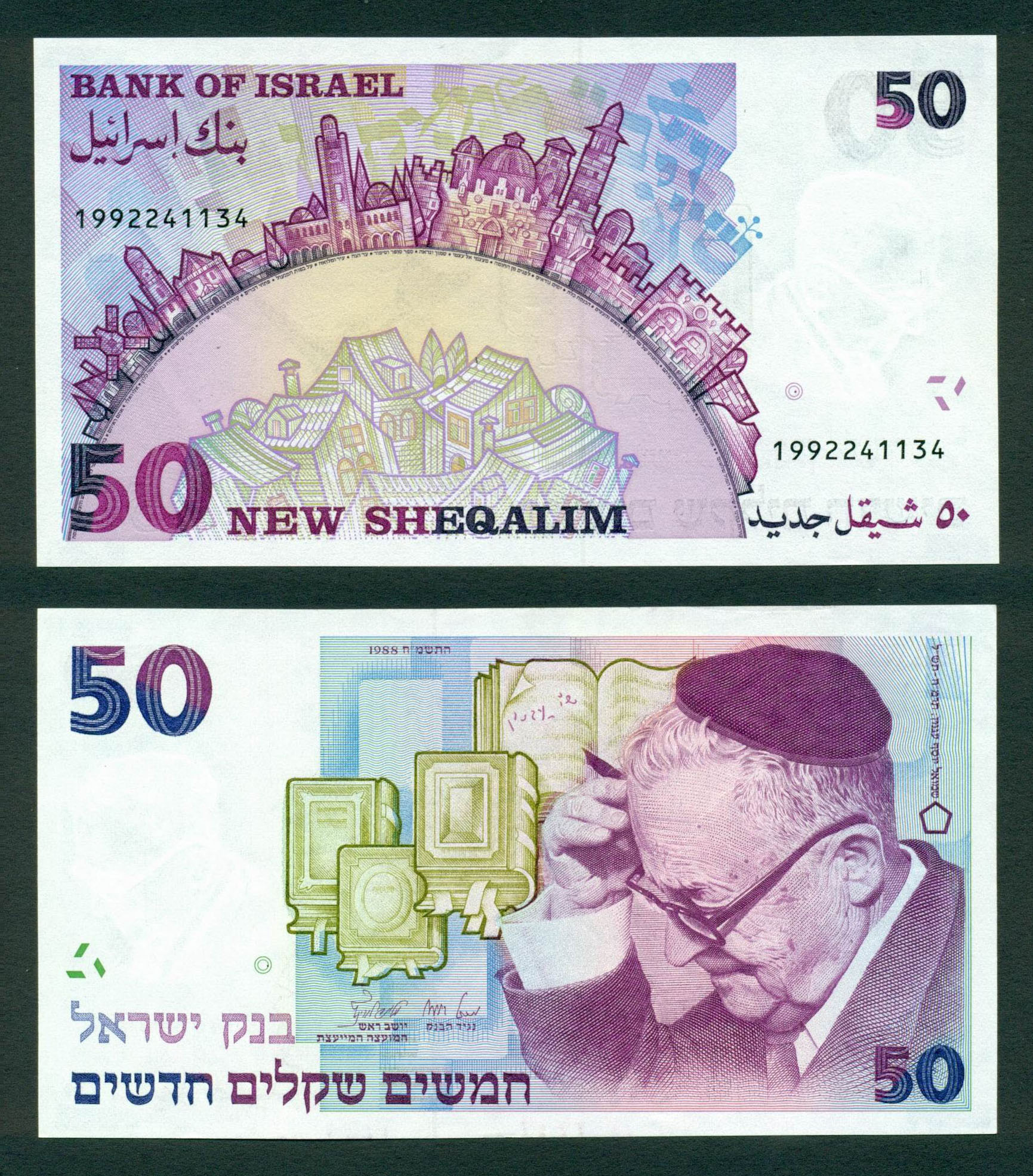
Bancnota veche (mov) de 50 de șekalim-noi, cu portretul scriitorului Șmuel Yossef Agnon; pe cea noua (verde) apare portretul poetului Șaul Cernihovsky

Șekelul nou (ebraică: שֶׁקֶל חדשׁ, se pronunță: Șeqel hadaș; plural: שקלים חדשים: Șqalim hadașim, șekeli noi; cod ISO 4217: ILS) este moneda oficială a Israelului. El este moneda oficială și în Autoritatea Națională Palestiniană, împreună cu dinarul iordanian). Un șekel-nou valorează 100 de agorot (în ebraică: אגורות - piaștri).
Șekelul nou a intrat în vigoare la 4 septembrie 1985, cu intenția de a schimba șekelul vechi la rata de 1.000 Șekalim (vechi) = 1 șekel nou și de la data 1 ianuarie 1986 este singura monedă oficială din Israel.
Monede: 1 agorá, 5 agorot, 10 agorot, 1/2 șekel (= 50 agorot), 1 șekel, 2 șekalim, 5 șekalim, 10 șekalim.
Bancnote: 20 șekalim, 50 șekalim, 100 șekalim, 200 șekalim.
Cuvântul provine din aramaică și akkadiană și înseamnă "greutate" sau "a cântări". Pe vremea Israelului antic, echivala cu 11 grame.